# Rożnówka
Rożnówka (prononciation : [rɔʐˈnufka]) est une localité polonaise de la gmina de Torzym dans le powiat de Sulęcin de la voïvodie de Lubusz dans l'ouest de la Pologne.
Elle se situe à environ 3 kilomètres à l'est de Torzym (siège de la gmina), 15 kilomètres au sud-ouest de Sulęcin (siège du powiat), 47 kilomètres au sud de Gorzów Wielkopolski (capitale de la voïvodie) et 50 kilomètres au nord-ouest de Zielona Góra (siège de la diétine régionale).

## Histoire
Après la Seconde Guerre mondiale, avec la mise en œuvre de la ligne Oder-Neisse, le territoire de la localité est intégré à la République populaire de Pologne. La population d'origine allemande est expulsée et remplacée par des polonais.
De 1975 à 1998, la localité appartenait administrativement à la voïvodie de Zielona Góra.

Depuis 1999, elle appartient administrativement à la voïvodie de Lubusz